# Florence Steurer
 Florence Steurer, née le 1er novembre 1949 à Lyon, est une skieuse alpine française.

## Biographie
Originaire de Lyon, Florence Steurer vit à Saint-Gervais-les-Bains. Elle dirige l'agence de communication Duodecim. Elle est la femme d'Alain Penz et la belle-fille de Claude Penz.

## Distinctions
Le 10 avril 2009, elle est nommée au grade de chevalier dans l'ordre national de la Légion d'honneur au titre de « ancienne championne de ski, directrice de société ; 41 ans d'activités sportives et professionnelles ».

## Palmarès

### Jeux olympiques d'hiver
| Épreuve / Édition | Descente | Slalom géant | Slalom       |
| JO 1968 Grenoble  | 9e       | 4e           | Disqualifiée |
| JO 1972 Sapporo   | 23e      | 6e           | Bronze       |

### Championnats du monde
| Épreuve / Édition         | Descente | Slalom géant | Slalom       | Combiné      |
| Mondiaux 1966 Portillo    | —        | Bronze       | 15e          | —            |
| JO 1968 Grenoble          | 9e       | 4e           | Disqualifiée | Disqualifiée |
| Mondiaux 1970 Val Gardena | 6e       | 8e           | 7e           | Argent       |
| JO 1972 Sapporo           | 23e      | 6e           | Bronze       | Argent       |

### Coupe du monde
- Meilleur résultat au classement général : 2e en 1969
  - 4 victoires : 1 géant et 3 slaloms
  - 27 podiums

#### Saison par saison
Saison 65/66
1re Slalom Géant,Stowe(USA)/ Championnats des États-Unis
Saison 66/67
1re Slalom du Critérium de la 1re Neige
- Coupe du monde 1967 :
  - Classement général : 5e

1re slalom du Kandahar
- Coupe du monde 1968 :
  - Classement général : 3e / 3e en géant / 2e en slalom

1re Géant Critérium de la Première Neige
1re Coupe du Monde Slalom de Badgastein et 1re du Combiné
1re Coupe du Monde Slalom de l'Abetone
- Coupe du monde 1969 :
  - Classement général : 2e / 4e en descente  / 4e en géant

1re Coupe du Monde de Géant à Grindelwald
1re Coupe du Monde de géant à Squaw Valley
- Coupe du monde 1970 :
  - Classement général : 3e
- Coupe du monde 1971 :

1re Coupe du Monde de Géant à Banff
- - Classement général : 13e
- Coupe du monde 1972 :
  - Classement général : 8e

1re Coupe du Monde de Slalom à Heavenly Valley

### Arlberg-Kandahar
- Vainqueur du slalom 1967 à Sestrières

### Championnats de France
Elle a été 4 fois Championne de France dont : 
- 2 fois Championne de France de Descente en 1967 et 1969
- Championne de France de Slalom en 1969
- Championne de France de Combiné en 1969